# 三枝昂之
三枝 昂之（さいぐさ たかゆき、1944年1月3日 - ）は、日本の歌人・文芸評論家。歌誌「りとむ」主宰。日本歌人クラブ名誉会長。山梨県立文学館館長。宮中歌会始の選者でもある。
山梨県甲府市生まれ。父・清浩は窪田空穂門下の歌人。五人兄弟の四男。歌人の今野寿美は妻、同じく歌人の三枝浩樹は弟（五男）。歌人の萩原慎一郎に影響を与えた。

## 経歴・著述活動
幼少期に脊椎カリエスにかかり、小学校には8年間通った。早稲田大学高等学院進学とともに甲府から上京。弟浩樹とともに歌誌「沃野」に入会し、植松寿樹に師事。早稲田大学入学と同時に早稲田大学短歌会に入会。上級生の佐佐木幸綱や福島泰樹と知り合う。機関誌「早稲田短歌」には初期評論「60年から70年への中間で」など、現在の旺盛な評論活動の片鱗をうかがうことができる。1968年に早稲田大学政治経済学部経済学科を卒業し、都立高校の社会科教師となる。初任校である東京都立赤羽商業高等学校定時制の先輩教諭だったことから、馬場あき子と交友を深める。
1969年には福島泰樹、伊藤一彦、三枝浩樹らと共に伝説の同人誌「反措定」を創刊。創刊号の時評「内なる"王国"に向けて」では「短歌をボソボソとつくり続けている唯一の理由は、自己の暗い衝動を自己から発して、自己に帰るという孤立的な円環の中で表現し、対象化し続けることがある全体への融合、自己の根や王国に限りなく自己を近づける行為であると確信するからに他ならない」と論じている。
その後、1978年に馬場あき子主宰の結社誌「かりん」に入会。同年、第2歌集『水の覇権』により第22回現代歌人協会賞受賞。1992年には三枝浩樹、今野寿美と共に歌誌『りとむ』を創刊。
1990年～93年にかけて立て続けに評論集を出版。短歌表現史論『うたの水脈』（而立書房刊）、『正岡子規からの手紙』（五柳書院）、そして評伝評論『前川佐美雄』（五柳書院）。1998年には第7歌集『甲州百目』（砂子屋書房）にて第3回寺山修司短歌賞を受賞。2002年は第8歌集『農鳥』にて第7回若山牧水賞を受賞。2004年には、対談集『歌人の原風景』（本阿弥書店）を出版した。
また、「昭和短歌の歩みをあるがままに描きたい。これが本書の動機である。歌人たちは昭和の暮らしをていねいに詠み、時代を真摯に担った。歌人たちと歌のその真摯を、時代背景を重ねながら提示したいという願いが、その動機を支えている。（あとがき）」と、昭和短歌史を新しい形で組み立てた、10年越しの労作『昭和短歌の精神史』（本阿弥書店）を2005年7月に出版。11月には第9歌集『天目』（青磁社）。評論、創作活動共に現代短歌の新境地を拓いている。また、『昭和短歌の精神史』の功績に対して2006年3月、第14回やまなし文学賞、第17回斎藤茂吉短歌文学賞、第56回芸術選奨文部科学大臣賞（評論その他部門）、第4回日本歌人クラブ評論賞、第4回角川財団学芸賞の受賞を相次いで果たした。2009年、『啄木－ふるさとの空遠みかも』で第32回現代短歌大賞を受賞。2010年、第59回神奈川文化賞受賞。2011年6月、紫綬褒章を受章。2014年、岡井隆に代わり日本経済新聞歌壇選者、秋葉四郎に代わり日本歌人クラブ会長に就任。2019年に、第13歌集『遅速あり』（砂子屋書房）を出版。本作では2017年に逝去した萩原慎一郎への挽歌も収録されており、2020年に第54回迢空賞受賞、2021年には旭日小綬章を受章した。2022年、『跫音を聴く 近代短歌の水脈』で日本歌人クラブ大賞受賞。

## 著作

### 歌集
- 第1歌集：やさしき志士達の世界へ（反措定出版局、1973年）
- 第2歌集：水の覇権（沖積舎、1977年）
- 第3歌集：地の燠（沖積舎、1980年）
- 第4歌集：暦学（五柳書院、1983年）
- 第5歌集：塔と季節の物語（雁書館、1986年）
- 第6歌集：太郎次郎の東歌（ながらみ書房、1993年）
- 第7歌集：甲州百目（砂子屋書房、1997年）
- 第8歌集：農鳥（ながらみ書房、2002年）
- 第9歌集：天目（青磁社、2005年）
- 第10歌集：世界をのぞむ家（短歌研究社、2008年）
- 第11歌集：上弦下弦（角川書店、2010年）
- 第12歌集：それぞれの桜（現代短歌社、2016年）
- 第13歌集：遅速あり（砂子屋書房、2019年）

### 歌書
- 第1評論集：現代定型論 気象の帯、夢の地核（而立書房、1979年）
- 第2評論集：うたの水脈（短歌表現史論）（而立書房、1990年）
- 第3評論集：正岡子規からの手紙（短歌論集）（五柳書院、1991年）
- 第4評論集：前川佐美雄（評伝評論）（五柳書院、1993年）
- 第5評論集：昭和短歌の精神史（本阿弥書店、2005年／角川ソフィア文庫、2012年）
- 第6評論集：跫音を聴く 近代短歌の水脈（六花書林、2021年）
- 第7評論集：夏は来ぬ　詩歌を楽しむ　実朝・芭蕉から朔太郎・レミオロメンまで（短歌表現史論）（青磁社、2022年）
- 第8評論集：ことばの木もれ日（詩歌随想集）（山梨日日新聞社、2023年）
- 第9評論集：佐佐木信綱と短歌の百年（評伝評論）（角川書店、2023年）

### その他
- 『現代短歌の修辞学』（ながらみ書房、1996年）対論集
- 『歌人の原風景』（本阿弥書店、2004年）対論集
- 『短歌俳句川柳の101年』（新潮社、1993年）共編著
- 『歌の源流を考える（I・II）』（ながらみ書房、1999年）共編著
- 『昭和短歌の再検討』（砂子屋書房、2001年）共編著
- 『歌集 滑走路』萩原慎一郎 （角川書店 、2017年） 解説文
- 『映画 滑走路』（2020年、原作:萩原慎一郎、配給:KADOKAWA） - プレスリリースや映画公式サイトに映画評の寄稿[6]
- 『三枝昂之 シリーズ牧水賞の歌人たち』（青磁社、2017年11月）- 和嶋勝利編（伊藤一彦との対談ほか）
- 『前川佐美雄歌集』（書肆侃侃房、2023年）編・解説